# Ramiz Alia
Ramiz Alia (Shkodër, 18 de outubro de 1925 — Tirana, 7 de outubro de 2011) foi um político albanês.
Foi líder da Albânia após a morte de Enver Hoxha, em abril de 1985. Foi também o 1.° presidente de seu país após a democratização, governando entre 1991 e 1992.
Em 1985 Ramiz Alia sucedeu ao ditador, e amigo, Enver Hoxha.
Após os estudantes do país organizarem protestos massivos exigindo liberdade e democracia, Alia introduziu reformas políticas e económicas que que permitiram que em 1991 se realizassem as primeiras eleições livres no país, em que seria eleito presidente.
Renunciaria a esse cargo um ano mais tarde, quando o governo de coligação caiu.
Em 1994 foi condenado por abuso de poder e condenado a nove anos de prisão dos quais cumpriu apenas um.
Em 1996, voltaria à prisão para aguardar julgamento por crimes contra a humanidade, mas escaparia em 1997 quando os guardas prisionais – furiosos por os esquemas de investimento em pirâmide (em que a maioria dos albaneses tinha investido as suas poupanças) ter colapsado – deixaram os seus postos e o país explodiu em caos. Mais tarde a acusação foi retirada.